# Masashi Kishimoto
Masashi Kishimoto, född 1974 i Nagi i Okayama prefektur, är en japansk serieskapare. Han är mest känd för serien Naruto, som publicerades i Shōnen Jump mellan 1999 och 2014 och även blivit framgångsrik som anime.

## Biografi
Kishimoto var redan som liten intresserad av att teckna, och hade egna favoriter som Doraemon, Dragon Ball och Akira. Han beundrade särskilt Katsuhiro Otomo och dennes tecknarstil, och försökte ofta att göra något liknande.
Kishimoto tecknade tidigt sin första 31-sidiga manga, som dock snabbt tog sin plats långt ner i en låda efter att hans bror och far fått uttala sig om den. Kishimoto gav inte upp för det, utan fortsatte att teckna och vann till slut tävlingen Hop Step Award med sin serie Karakuri.
Hans professionella karriär började nu ta fart, då han i och med detta fick chansen att publicera en kort serie i Shōnen Jump. Han valde att basera serien på japansk kultur, och den publicerades första gången 1997. Serien fick namnet Naruto.
Två år senare återvände han med serien i Shōnen Jump, och den fortsatte sedan att publiceras fram till 2014. Serien blev snabbt en av de populäraste i tidningen och har sedan oktober 2002 även sänts som tecknad serie på kanalen TV Tokyo i Japan och på Cartoon Network i USA.